# Zbiornik sprężonego powietrza

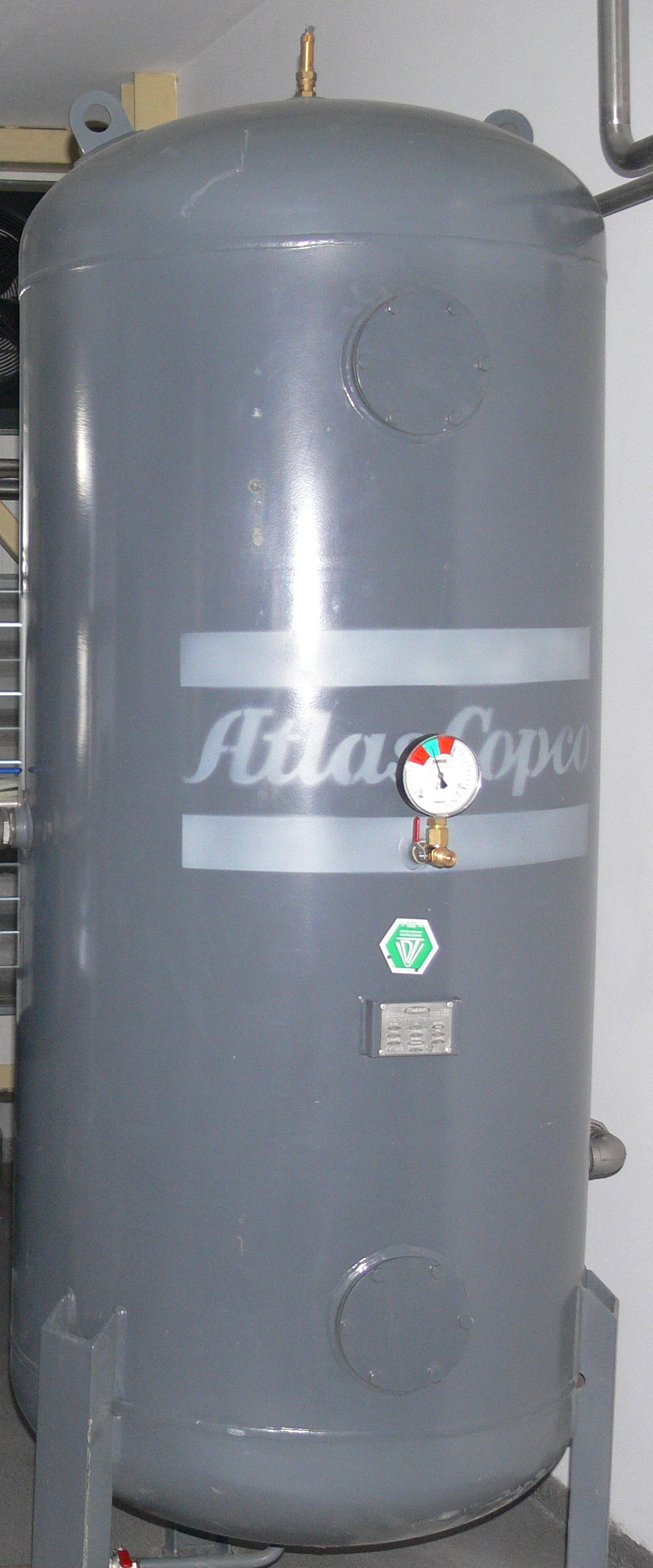
Pionowy zbiornik sprężonego powietrza

Zbiornik sprężonego powietrza – zbiornik ciśnieniowy przeznaczony do magazynowania powietrza lub gazu pod ciśnieniem.
Zbiorniki te są stosowane w systemach sprężonego powietrza celem zapewnienia odpowiedniej zdolności magazynowania powietrza, aby sprostać szczytowym jego zapotrzebowaniom. Pełnią również ważną rolę jako stabilizatory ciśnienia w sieci. Są szczególnie użyteczne w systemach o wysoce zmiennym zapotrzebowaniu na sprężone powietrze.
Występują jako zbiorniki pionowe lub poziome wykonane ze stali węglowej, stali nierdzewnej, malowane proszkowo, galwanizowane lub ocynkowane. Zbiorniki sprężonego powietrza są wyposażane w tzw. armaturę, na którą najczęściej składają się: zawór bezpieczeństwa, manometr, kurek manometryczny, kulowy zawór spustowy oraz rurka spustowa.
Zbiorniki w sieciach sprężonego powietrza występują jako:
- Zbiornik główny tzw. mokry – jest on instalowany najczęściej w pomieszczeniu sprężarkowni lub jej sąsiedztwie, bezpośrednio za sprężarką i chłodnicą końcową (lub zespołem sprężarek, chłodnic), natomiast przed filtrami i osuszaczami sprężonego powietrza. Oprócz wyżej wymienionej funkcji magazynowania powietrza jego głównym zadaniem jest sterowanie pracą sprężarki (zbiornik pozwala na uniknięcie częstego włączania i wyłączania się sprężarki) oraz schładzanie sprężonego powietrza, dzięki czemu pełni rolę separatora kondensatu wodno-olejowego, a także w pewnym stopniu cząsteczek stałych. Ponadto zbiornik tłumi pulsacje powietrza wytwarzanego przez sprężarkę[4].

- Zbiornik pomocniczy tzw. suchy – jest on najczęściej instalowany w pobliżu punktów poboru dużych i zmiennych ilości sprężonego powietrza. Jego zasadnicze zadanie to minimalizacja spadku ciśnienia w sieci w przypadku nagłego i dużego skoku zapotrzebowania na sprężone powietrze. Aby, sprostać temu zbiornik pomocniczy powinien posiadać odpowiednio dużą pojemność. Jeżeli spadek ciśnienia w sieci nie zostałby zminimalizowany, nastąpiłoby pogorszenie warunków pracy filtrów i osuszaczy sprężonego powietrza, przez co znacząco spadłaby efektywność ich pracy[5].

## Dobór zbiornika sprężonego powietrza
Wielkość zbiornika sprężonego powietrza jest uzależniona od wielkości i charakteru poborów powietrza oraz wydajności sprężarki. Może ona zostać policzona według następującego wzoru:
{\displaystyle V={\frac {0,25qCp_{1}T_{0}}{f_{max}(pU-pL)T_{1}}},}
gdzie:
{\displaystyle V} – objętość zbiornika powietrza [l],
{\displaystyle qC} – wydajność sprężarki [l/s],
{\displaystyle p1} – ciśnienie wlotowe powietrza [bar],
{\displaystyle T_{1}} – maksymalna temperatura wlotowa powietrza [K],
{\displaystyle T_{0}} – temperatura sprężonego powietrza w zbiorniku sprężonego powietrza [K],
{\displaystyle (pU-pL)} – nastawiona różnica ciśnień między dociążeniem i odciążeniem,
{\displaystyle f_{max}} – maksymalna częstotliwość = 1 cykl/30 sekund (wartość przykładowa).